# Летописи Нарније: Чаробњаков сестрић
Летописи Нарније: Чаробњаков сестрић (енгл. The Chronicles of Narnia: The Magician's Nephew) је предстојећи амерички фантастични филм из 2026. године, који је режирала и написала Грета Гервиг према роману Чаробњаков сестрић К. С. Луиса. Главне улоге у филму тумаче Ема Маки, Данијел Крејг, Мерил Стрип и Кери Малиган.
Филм ће изаћи 26. новембра 2026. године.

## Улоге
| Глумац        | Улога         |
| ------------- | ------------- |
| Ема Маки      | Џедис         |
| Данијел Крејг | Ендру Кетерли |
| Мерил Стрип   | Аслан (глас)  |
| Кери Малиган  | Мејбел Кирк   |